# Karl Ludwig Roeck

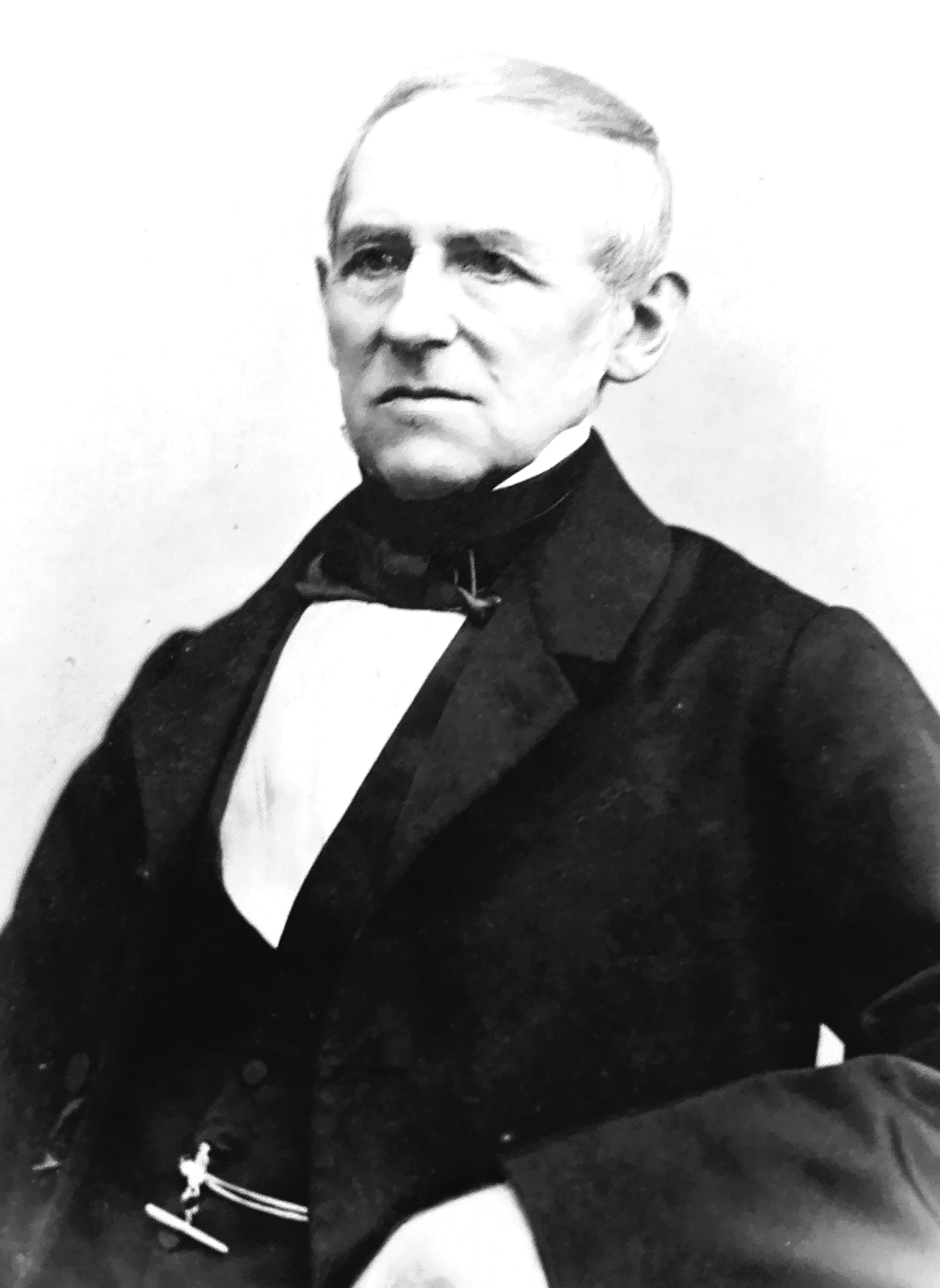
Karl Ludwig Roeck

Karl Ludwig Roeck, (* 7. Juni 1790 in Lübeck; † 29. Januar 1869 ebenda) war ein Bürgermeister der Hansestadt Lübeck.

## Leben
Roeck war ein Sohn des Kaufmanns und ab 1797 Inspektors des Heiligen-Geist-Hospitals Johann Philipp Roeck, eines Bruders von Hermann Friedrich Roeck, und seiner Frau Anna Carolina, geb. Curtius, einer Schwester von Carl Hermann Curtius und Carl Georg Curtius. Die Brüder Theodor, Ernst und Georg Curtius waren seine Cousins.
Er besuchte das Katharineum zu Lübeck bis Ostern 1809 und studierte dann Rechtswissenschaften in Heidelberg und Dijon. In Heidelberg wurde er 1810 Mitglied im Corps Hannovera Heidelberg und im April 1811 des Harmonischen Vereins um den Komponisten Carl Maria von Weber. 1814 wurde er in Lübeck Sekretär des Rats und nahm 1815 als freiwilliger Jäger der Hanseatischen Legion am Befreiungskriege teil. 1833 Ratsherr und 1855 nach der Senatsreform von 1848 erstmals Bürgermeister.
Im Jahr 1850 vertrat er die Stadt im Staatenhaus des Erfurter Unionsparlaments, 1863 den Senat auf dem Frankfurter Fürstentag.
Roeck erhielt die höchste Lübecker Auszeichnung, die Gedenkmünze Bene Merenti. Nach ihm wurde die Roeckstraße im Lübecker Stadtteil St. Gertrud benannt.

## Roeck und die bildende Kunst

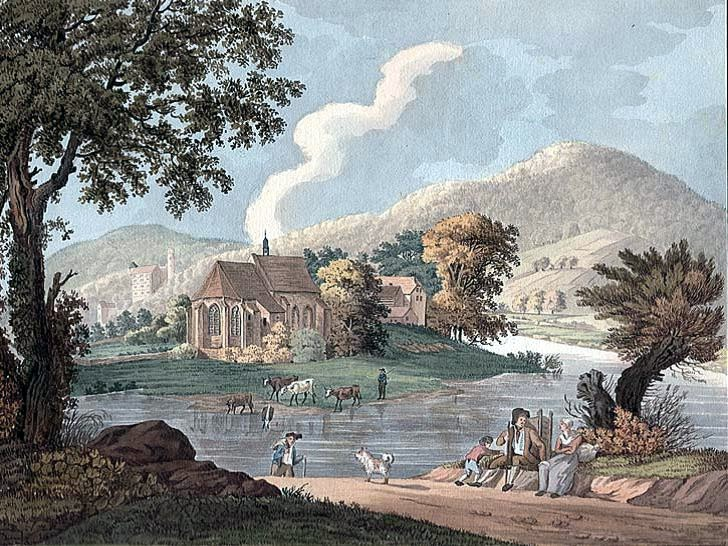
Karl Ludwig Roeck malte als Dilettant 1810 auf einem studentischen Ausflug die Ersheimer Kapelle in Hirschhorn am Neckar im Stile der Heidelberger Romantik

Roeck stand über Freunde wie Friedrich Overbeck und Theodor Rehbenitz sowie weitläufigere Bekannte wie Peter von Cornelius schon als Student an der Universität Heidelberg in enger Beziehung zum Kunstschaffen seiner Zeit. Er selbst war ein durchaus nicht unbegabter Dilettant im aufklärerischen Sinne und das Archiv der Hansestadt Lübeck verwahrt eine Mappe von Zeichnungen zumeist seiner Hand, die zum größten Teil bis heute noch nicht veröffentlicht wurden. Beeinflusst von Carl Friedrich von Rumohrs Ideen machte sich Roeck früh für den Denkmalschutz in Deutschland stark. In Lübeck wurden dazu bereits 1818 die ersten Rechtsvorschriften erlassen. Roeck war so auf der administrativen Seite einer der Retter der Kunstschätze der Maria-Magdalenen-Kirche des Burgklosters in Lübeck. Er baute während seines Lebens eine kleine Kunstsammlung auf, die bei seinem Tode in die Lübecker Sammlungen der Gesellschaft zur Beförderung gemeinnütziger Tätigkeit fielen. Sie sind zu einem Teil heute noch Bestandteil der Sammlungen des St.-Annen-Museums in Lübeck.